# Baldwin Street w Dunedin
Baldwin Street – ulica zlokalizowana w Dunedin w Nowej Zelandii, uważana za najbardziej stromą ulicę na świecie. Położona jest na willowym przedmieściu North East Valley, 3,5 km na północny wschód od centrum miasta.
Ulicę wytyczano w XIX wieku, gdy Nowa Zelandia była kolonią angielską. Plany zagospodarowania przestrzennego były tworzone w Londynie przez osoby nieznające lokalnych uwarunkowań, w tym ukształtowania powierzchni.

## Opis

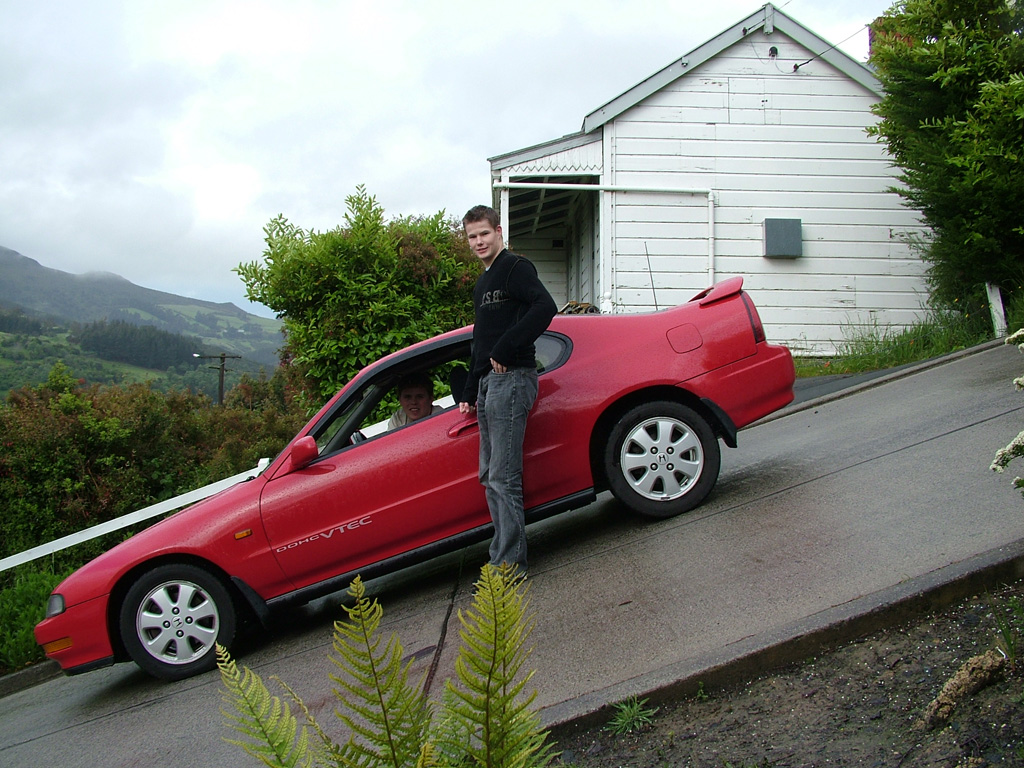
Samochód zaparkowany na Baldwin Street

Baldwin Street jest stosunkowo krótką, prostą ulicą o długości niespełna 350 metrów; biegnie na wschód od doliny Lindsay Creek w górę zboczem wzgórza Signal Hill ku przedmieściom Opoho, wznosząc się od 30 m nad poziomem morza na jej skrzyżowaniu z North Road do 100 m nad poziomem morza na jej szczycie, ze średnim nachyleniem nieco ponad 1:5. Jej dolny bieg jest tylko umiarkowanie stromy, a nawierzchnia jest asfaltowa, jednak górny bieg tej ślepej ulicy jest znacznie bardziej stromy, a nawierzchnia betonowa (na odcinku 200 m), w celu łatwiejszego jej utrzymania (asfalt może spłynąć w dół stoku w ciepły dzień) i dla bezpieczeństwa w mroźne zimy. W najbardziej stromym punkcie, nachylenie Baldwin Street wynosi około 1:2,86 (19° lub 35%).

## Wydarzenia towarzyszące

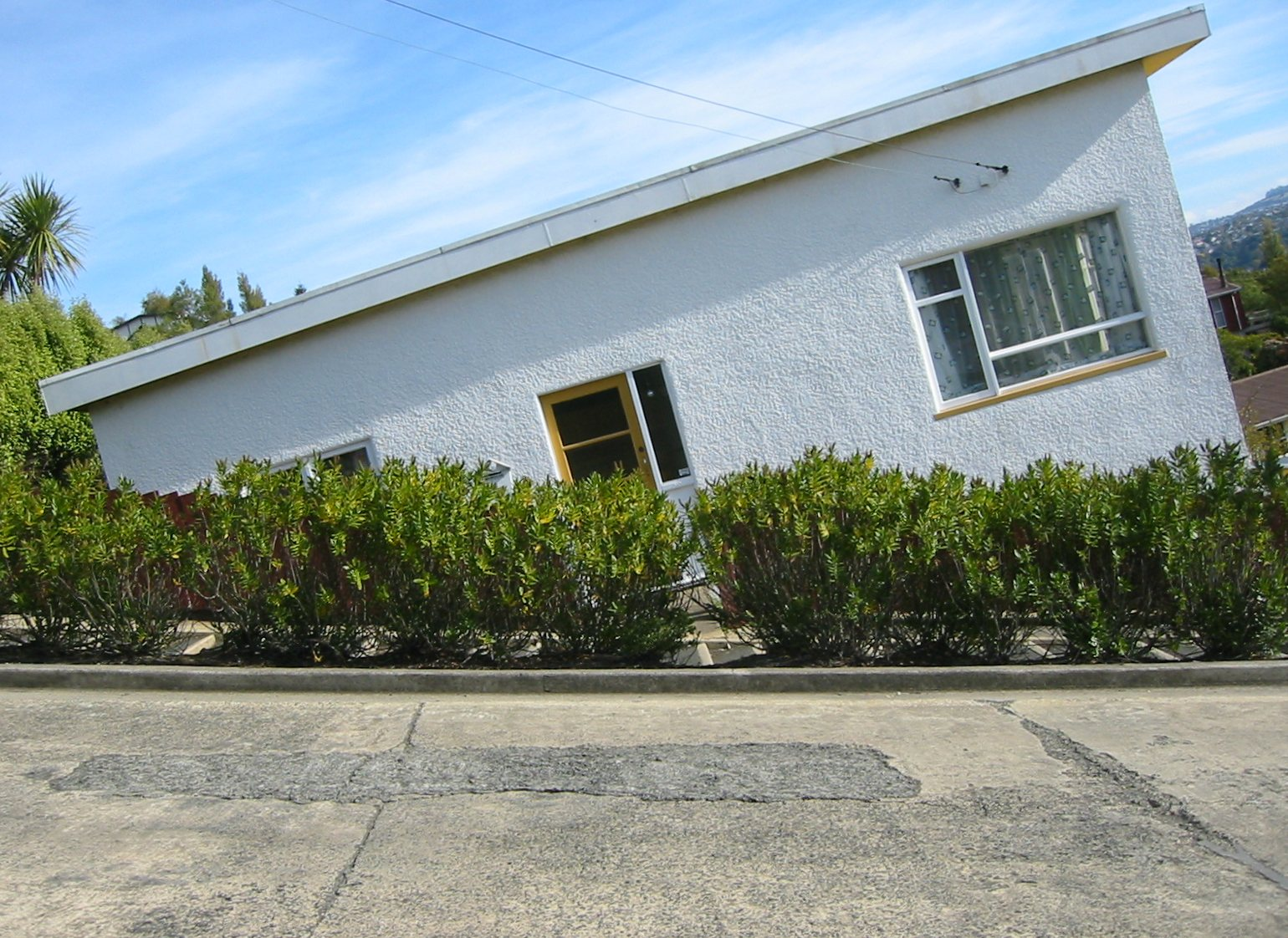
Baldwin Street sfotografowana z poziomu ulicy

Ulica jest miejscem corocznego wydarzenia w Dunedin, zwanego Baldwin Street Gutbuster. Każdego lata od 1988 roku to ćwiczenie fitness i równowagi obejmuje sportowców biegnących od podstawy ulicy na jej szczyt i z powrotem na dół. Impreza przyciąga co roku kilkuset konkurentów, a rekord wyścigu wynosi 01:56.
Od 2002 roku, corocznie w lipcu odbywa się kolejna impreza dobroczynna, podczas której toczonych jest ponad 30000 kulek Jaffas (kulisty wyrób cukierniczy pokryty czekoladą). Każda kulka jest sponsorowana przez jedną osobę, z nagrodami dla zwycięzcy i funduszami zbieranymi na cele charytatywne. To wydarzenie jest kontynuacją tradycji zapoczątkowanej w 1998 roku, kiedy to wypuszczono 2000 piłek tenisowych podczas sponsorowanej imprezy, zbierając fundusze dla organizacji Habitat for Humanity.
W marcu 2001 roku 19-letnia studentka Uniwersytetu Otago zginęła, kiedy wraz z innym studentem w kuble na śmieci próbowała zjechać w dół ulicy. Kubeł uderzył w zaparkowaną przyczepę, zabijając studentkę na miejscu i powodując poważne obrażenia głowy u drugiego studenta.
W listopadzie 2009 roku, trzej mężczyźni zostali oskarżeni o zakłócanie porządku zachowania i niebezpieczną jazdę, po tym, jak zjechali w chłodziarce, holowanej za samochodem w dół Baldwin Street.

## Kontrowersje związane z rekordem
Rzekomy błąd przy wpisywaniu Baldwin Street do Księgi rekordów Guinnessa wywołał kontrowersje. Wpis był oparty na literówce, podającej wartość maksymalnego nachylenia ulicy 1:1,266 (38° lub 79%). Wygląda to na błąd w zapisie 1:2,66, która to wartość wskazuje na nieco większe nachylenie, niż obecnie akceptowalna wartość 1:2,86. Ewentualnie, błąd może być spowodowany przez nieścisłość pomiędzy skalą w stopniach i procentach, mieszając wartość 38% z 38°. Niemniej jednak w Księdze rekordów Guinnessa oficjalnie uznaje się Baldwin Street na najbardziej stromą ulicę na świecie z nachyleniem 35%.
Inne strome ulice świata:
- Côte St-Ange w dzielnicy Chicoutimi, w Saguenay (Kanada), z 33% nachyleniem (około 18°).
- Canton Avenue, w Pittsburghu (Stany Zjednoczone); oficjalne pomiary wykazały nachylenie równe 37%[9][10]. Jednak taka wartość występuje jedynie na odcinku 6,5 m.
- Eldred Street w Los Angeles (Stany Zjednoczone); jedna z trzech ulic Los Angeles z nachyleniem pomiędzy 32% a 33,3%[11].
- Filbert Street i 22nd Street w San Francisco (Stany Zjednoczone). Każda ma od 31% do 31,5% (17°) na odcinku 60–70 metrów[12]. Kilka krótkich części ulic San Francisco jest bardziej stromych, wliczając 9-metrowy odcinek Bradford street wybrukowany w 2010 o średnim nachyleniu 39–40%[13].